# ریسایوو
ریسایوو (انگلیسی: Rysayevo) یک شهرک در شهرستان اوچالینسکی استان باشقیرستان کشور روسیه است.